# Giancarlo Scotti

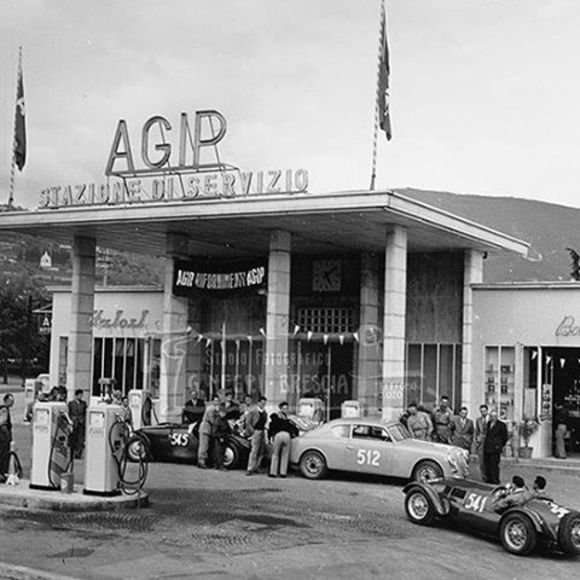
Mille Miglia 1952, der von Giancarlo Scotti gefahrene Lancia Aurelia B20 (Startnummer 512) an der Tankstelle

Giancarlo Scotti (* 20. Jahrhundert) ist ein ehemaliger italienischer Autorennfahrer.

## Karriere
Giancarlo Scotti begann seine Karriere als Rennfahrer knapp nach dem Zweiten Weltkrieg bei Straßenrennen in Italien. 1950 bestritt er seine erste Mille Miglia, wo er 1953 auf einer Lancia Aurelia den 40. Gesamtrang unter 490 Startern belegte. Während seiner gesamten Karriere bestritt er ausschließlich GT- und Sportwagenrennen in seinem Heimatland. 1954 siegte er auf einem OSCA MT4 bei der Coppa Balestrero, einem Rundstreckenrennen in der Nähe von Lucca. Seinen größten internationalen Erfolg feierte Scotti 1962, als er einem Wertungslauf zur Sportwagen-Weltmeisterschaft gewinnen konnte. Gemeinsam mit Marsilio Pasotti siegte er auf einem Fiat-Abarth 1000 bei der Coppa Cittá di Enna.
Scotti fuhr bis 1967 Autorennen und zog sich dann vom Rennsport zurück.

## Statistik

### Einzelergebnisse in der Sportwagen-Weltmeisterschaft
| Saison | Team                   | Rennwagen          | 1   | 2   | 3   | 4   | 5   | 6   | 7   | 8   | 9   | 10  | 11  | 12  | 13  | 14  | 15  | 16  | 17  | 18  | 19  | 20  |
| ------ | ---------------------- | ------------------ | --- | --- | --- | --- | --- | --- | --- | --- | --- | --- | --- | --- | --- | --- | --- | --- | --- | --- | --- | --- |
| 1953   |                        | Lancia Aurelia B20 | SEB | MIM | LEM | SPA | NÜR | RTT | CAP |     |     |     |     |     |     |     |     |     |     |     |     |     |
| 1953   | 40                     | Lancia Aurelia B20 |     |     |     |     |     |     |     |     |     |     |     |     |     |     |     |     |     |     |     |     |
| 1955   | Franco Bordoni-Bisleri | Gordini T24S       | BUA | SEB | MIM | LEM | RTT | TAR |     |     |     |     |     |     |     |     |     |     |     |     |     |     |
| 1955   | Franco Bordoni-Bisleri | Gordini T24S       |     |     | DNF |     |     |     |     |     |     |     |     |     |     |     |     |     |     |     |     |     |
| 1962   | Abarth                 | Fiat-Abarth 1000   | DAY | SEB | SEB | MAI | TAR | BER | NÜR | LEM | TAV | CCA | RTT | NÜR | BRI | BRI | PAR |     |     |     |     |     |
| 1962   | Abarth                 | Fiat-Abarth 1000   |     |     |     |     |     |     | 1   |     |     |     |     |     |     |     |     |     |     |     |     |     |
| 1964   |                        | Ferrari 250 GT     | DAY | SEB | TAR | MON | SPA | CON | NÜR | ROS | LEM | REI | FRE | CCE | RTT | SIM | NÜR | MON | TDF | BRI | BRI | PAR |
| 1964   |                        | Ferrari 250 GT     |     |     | 43  |     |     |     |     |     |     |     |     |     |     |     |     |     |     |     |     |     |
| 1965   | Giancarlo Scotti       | Scotti             | DAY | SEB | BOL | MON | MON | RTT | TAR | SPA | NÜR | MUG | ROS | LEM | REI | BOZ | FRE | CCE | OVI | NÜR | BRI | BRI |
| 1965   | Giancarlo Scotti       | Scotti             |     |     |     |     |     |     | 31  |     |     |     |     |     |     |     |     |     |     |     |     |     |
| 1967   |                        | Fiat Dino          | DAY | SEB | MON | SPA | TAR | NÜR | LEM | HOK | MUG | BRH | CCE | ZEL | OVI | NÜR |     |     |     |     |     |     |
| 1967   |                        | Fiat Dino          |     |     |     |     |     | 33  |     |     |     |     |     |     |     |     |     |     |     |     |     |     |